# Langův dům
Langův dům je jednopatrový měšťanský dům v Litovli stojící na rohu náměstí Přemysla Otakara a Masarykovy ulice. Objekt je kulturní památkou a nachází se v městské památkové zóně Litovel. Tento nejstarší zachovaný litovelský pravovárečný dům byl postaven roku 1542 v renesančním slohu jako reprezentativní sídlo zámožného soukeníka a městského radního Lorenze Langa. Nejvýznamnějším zachovaným architektonickým prvkem z té doby je renesanční portál v ose průčelí domu na náměstí. V následujících staletích byl palác v držení mnoha dalších majitelů, často významných litovelských osobností. Dočkal se také dvou významných přestaveb, a sice barokní roku 1707 a klasicistní roku 1878. Na konci 19. století a v první polovině 20. století v něm byla vyhlášená kavárna a až do devadesátých let 20. století zabíraly většinu přízemních prostor různé obchody a služby. Roku 1997 byl dům částečně znovu rekonstruován, ovšem opravy se téměř nedotkly vnitřních prostor, a od té doby je takřka nevyužívaný.

## Popis

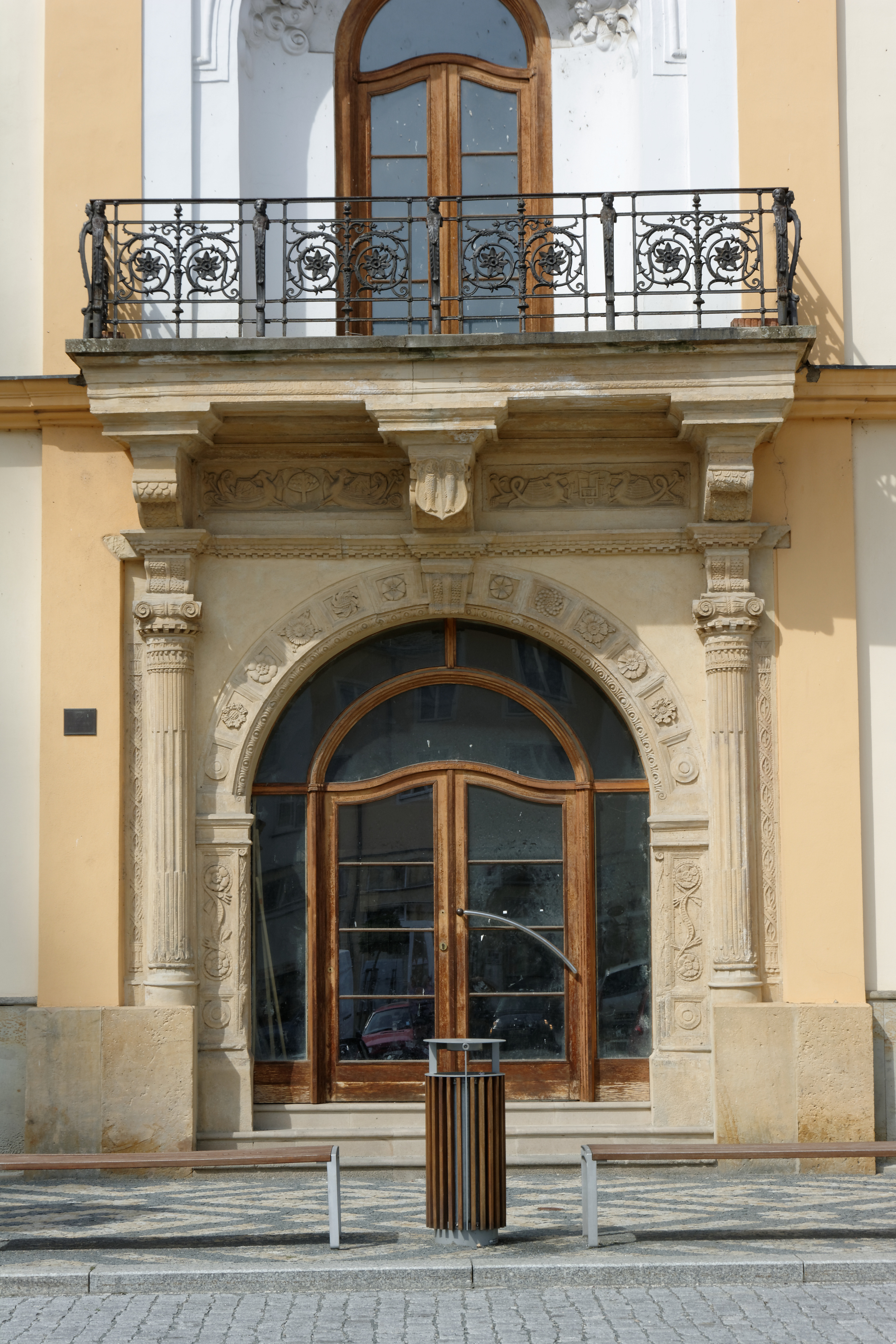
Renesanční portál s balkónem

Langův dům je nárožní jednopatrový dům s půdním polopatrem. Hlavní část, směřující čelem k náměstí Přemysla Otakara, je 21 m dlouhá a navazují na ni dvě křídla: východní podél Masarykovy ulice a západní směřující do dvora. Celé průčelí podél Masarykovy ulice má délku 38 m, z toho 15 m je šířka hlavní části a 23 m délka východního křídla. Západní křídlo je dlouhé přibližně 10 m. Celková plocha zastavěného pozemku a nádvoří je 788 m².
Vnější fasáda budovy je v přízemí hladká, členěná lizénami. V patře ji člení pilastry s kompozitními hlavicemi. Na nich spočívá zalamující se kladí s vlysem, členěným výplněmi navazujícími na pilastry pod ním. Na straně směrem k náměstí jsou výplně plastické s bohatě modelovanými reliéfy květů, ovocných plodů, maskaronů a po stranách hlav Turků. Mezi výplněmi je vlys vyzdoben ostře řezanými akantovými rozvilinami, které jsou ukončeny hlavami gryfů. Směrem do Masarykovy ulice vlys neobsahuje žádnou reliéfní výzdobu.
Uprostřed průčelí na straně obrácené k náměstí se nachází renesanční portál s půlkruhovým záklenkem bohatě zdobeného ostění. Záklenek člení kazety, které jsou vyplněné rozetami a na vnitřní straně jsou lemované vejcovcem. Rozety, tentokrát obtočené úponkem, jsou také na bocích ostění a hrany jsou zde překryty vavřínovými listy svázanými pentlí. Po obou stranách se nachází polosloupy s iónskými hlavicemi. Dříky těchto polosloupů mají v kanelurách vyobrazeny píšťaly. Na hlavicích spočívá římsa dekorovaná zubořezem a perlovcem. Nad římsou je vlys, z něhož vystupují tři konzoly nesoucí balkón v prvním patře. Mezi konzolami se ve vlysu nachází reliéfy se dvěma dvojicemi gryfů, z nichž jedna drží štítek s vějičkou a druhá štítek s postřihačskými nůžkami překrytými rámem (znak řemesla postřihačského a soukenického) a s iniciálami L L, odkazujícími na stavitele, soukeníka Lorenze Langa.
Patro budovy je od přízemí opticky odděleno kordonovou římsou. Na balkón, opatřený železným parapetem a mřížovaným železným zábradlím, se vstupuje francouzským oknem v mělké nice. Její archivolta je vyplněna vysokými štukovými reliéfy zobrazujícími Boha Otce se symbolem Ducha svatého. Nad výklenkem pod římsou je kartuš a reliéfy postav letících andělů ve cviklech. Po stranách niky stojí dva pilastry, na nichž spočívá římsa a dvěma vztyčenými volutami tvořený štít.

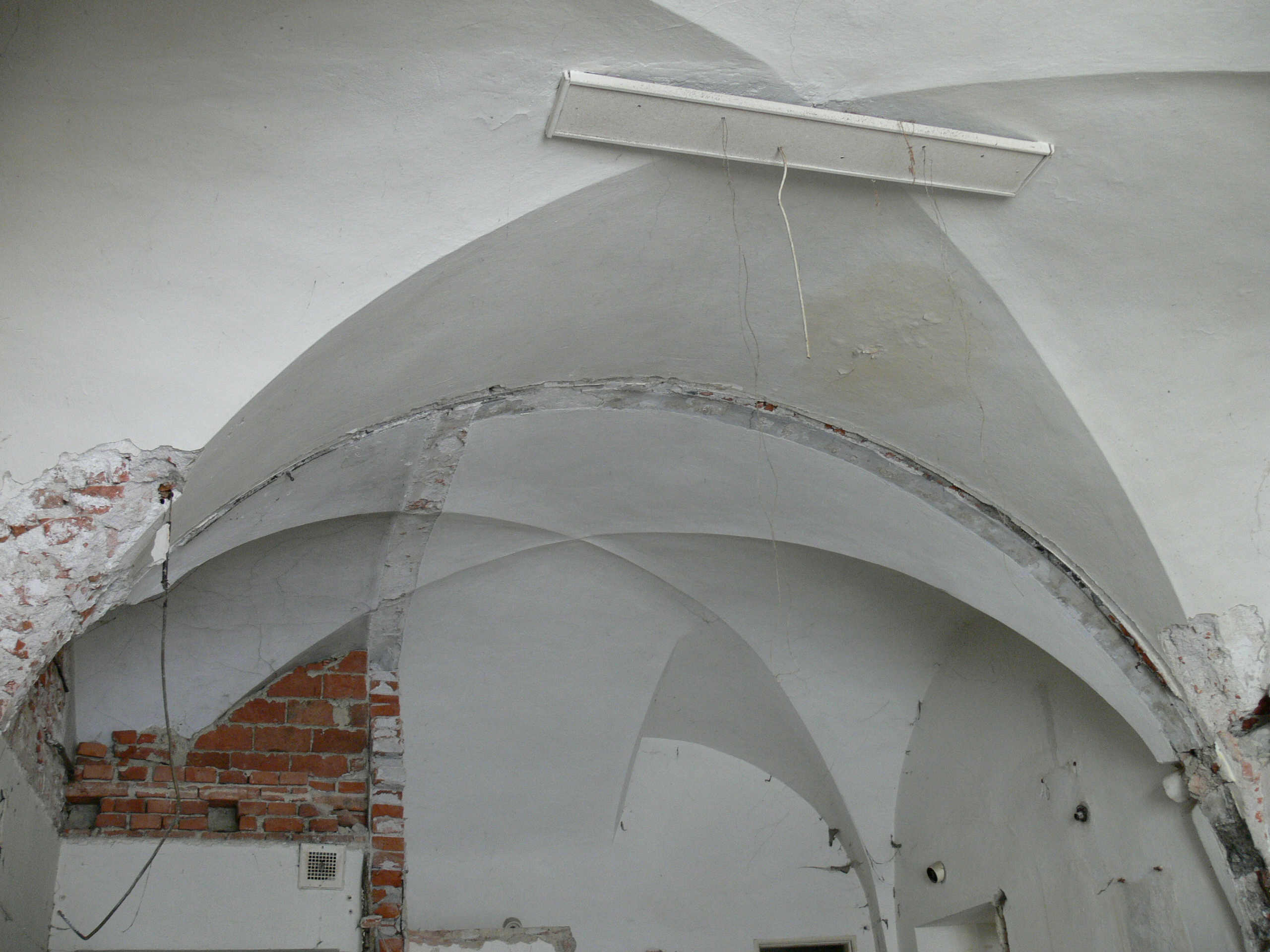
Křížová klenba v přízemí

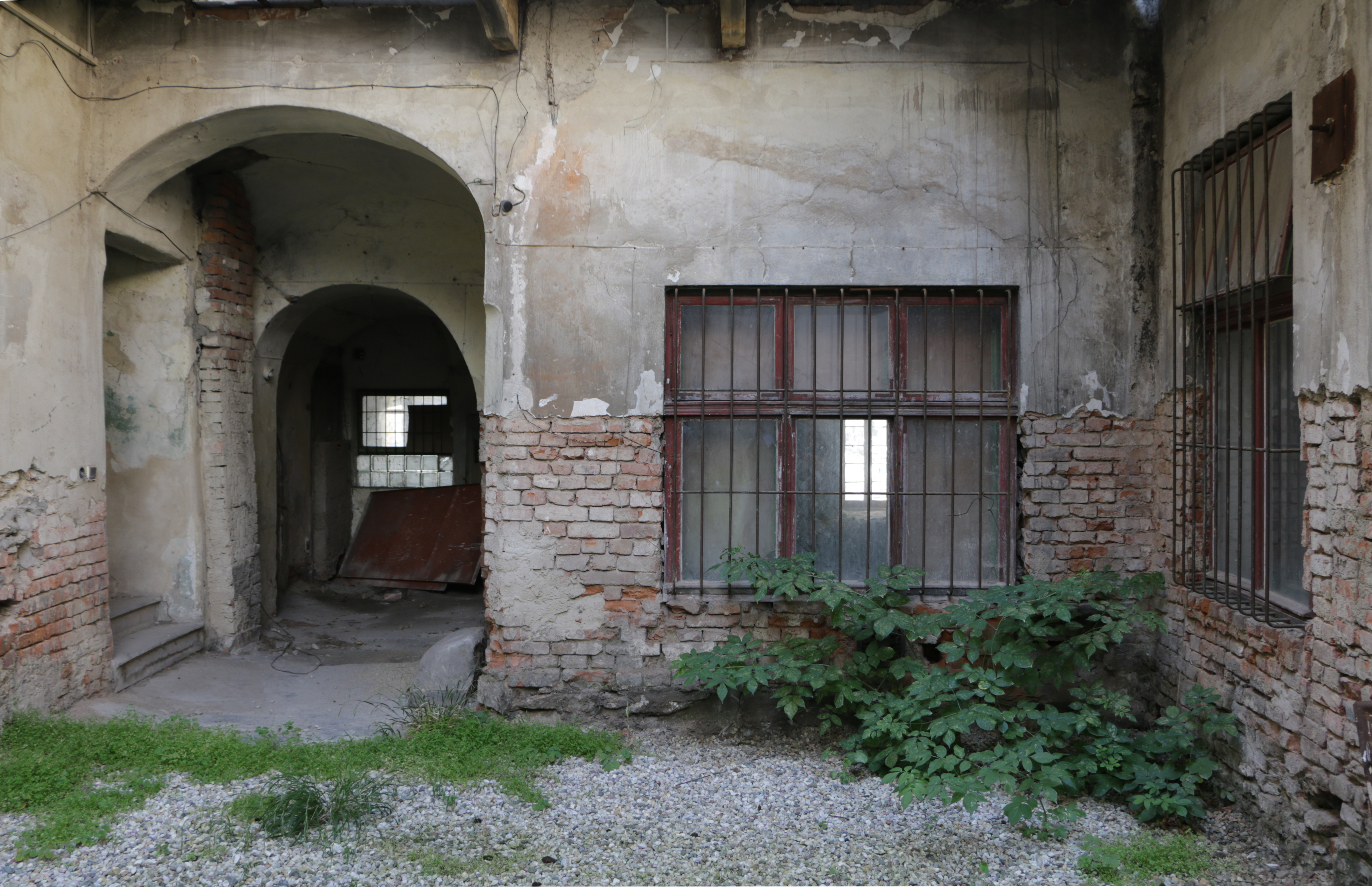
Nádvoří a průjezd směrem k náměstí

Obdélná okna paláce jsou vložena do profilovaných šambrán. V patře je nadpraží oken ozdobeno rozvilinami, nad nimiž se nachází rovné římsy, a pod okny jsou vpadlé výplně. Nad každou římsou je pak ještě malé čtvercové zamřížované půdní okno.
Do vnitřních prostor lze vstoupit portálem z náměstí a průjezdem ve východním křídle z Masarykovy ulice. Za portálem je zachována část původního průjezdu se dvěma křížovými klenbami na renesančních konzolách. Druhá část průjezdu směrem ke dvoru je oddělena příčkou a má valenou klenbu. Napravo od průjezdu (směrem k Masarykově ulici) se nachází obdélná místnost zaklenutá dvěma českými plackami a vlevo je velká čtvercová místnost s lunetovou klenbou, k níž ještě přiléhá komora, opět zaklenutá českými plackami. Na komoru navazuje krátké do dvora směřující západní křídlo, které je v přízemí také klenuté. Přízemní prostory východního křídla jsou neklenuté. Do patra se vstupuje schodištěm ve východním křídle, kde se nad průjezdem nachází horní mázhaus s valenou klenbou a lunetami. Klenuté jsou též přilehlé prostory. Všechna křídla budovy jsou ve dvoře v patře opatřena pavlačemi na konzolách.

## Historie

### Sídlo radního Lorenze Langa

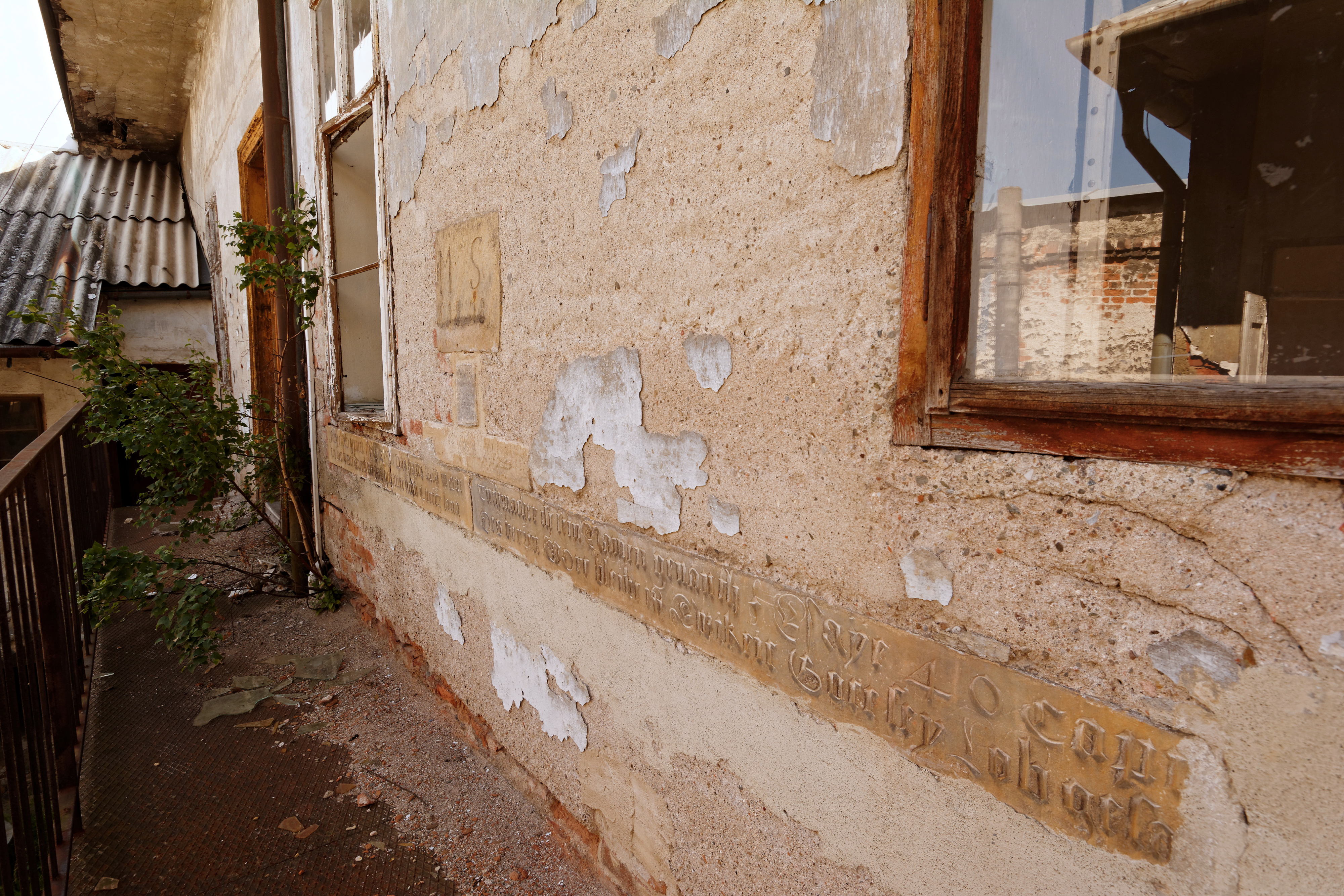
Pavlač s pamětními deskami. Podlouhlá deska dole upomíná na stavbu domu roku 1542.

Na místě dnešního paláce stávaly původně dva přízemní gotické domy, z nichž se však dodnes téměř nic nezachovalo a stopy někdejší existence dvou samostatných budov lze najít pouze ve sklepení. Soukeník a městský radní Lorenz Lang obě stavby roku 1542 sloučil do jednoho domu, který ještě zvedl o první patro a nový palác opatřil reprezentativním renesančním portálem, který patří mezi nejvýpravnější měšťanské raně renesanční památky na střední Moravě. Výsledkem spojení bylo honosné sídlo, které se zcela vymykalo poměrům malého města a které mělo odrážet Langovo postavení v litovelské společnosti.

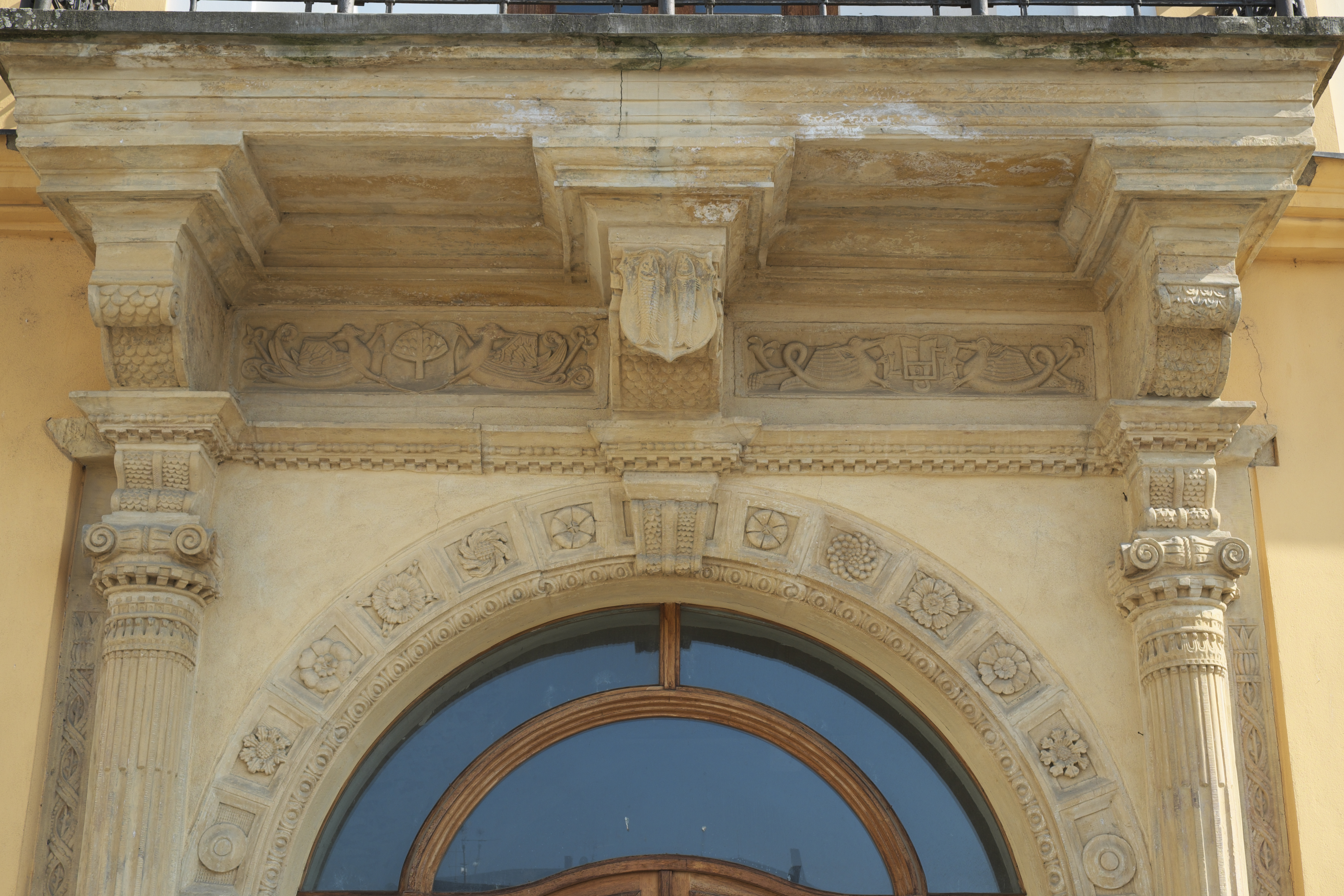
Konzoly nesoucí balkón s městským znakem uprostřed. Ve vlysu vpravo je štítek se znakem stavitele Lorenze Langa.

Fakt, že Lang nechal na střední konzolu balkónu na průčelí umístit městský znak, může být svědectvím jeho předního postavení mezi konšely a snad z toho lze též vyvodit, že v době, kdy Litovel ještě neměla samostatnou radnici, využívala městská rada jeho palác ke svým zasedáním a balkón k vyhlašování svých usnesení. Na stavbu upomíná kamenná deska, která byla původně umístěna na průčelní stěně na jižním rohu paláce směrem do dnešní Masarykovy ulice a která se dnes nachází na fasádě dvora budovy nad pavlačí. Její německý text v českém překladu zní: „Po Kristově narození roku 1542. Dům je v rukou Božích a hospodář, který jej postavil, byl Lorenz Lang, soukeník toho jména. Izaiáš 40. kapitola. Slovo páně zůstává na věky, Bohu budiž chvála.“

### Do přestavby roku 1707

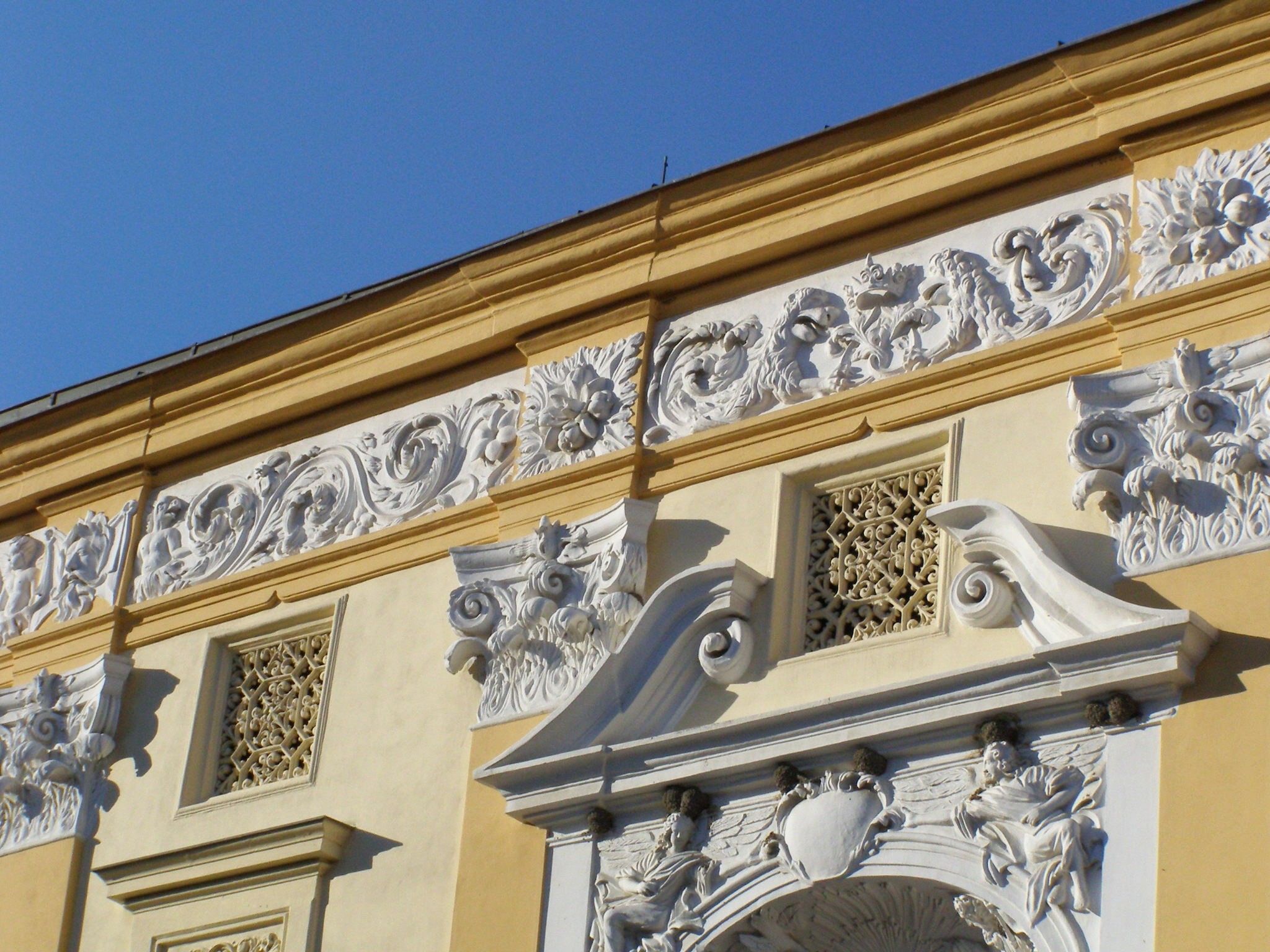
Štuková výzdoba nad výklenkem v prvním patře, hlavice pilastrů a vlys

Po Lorenzi Langovi se v držení domu vystřídala celá řada dalších a často významných majitelů. Roku 1587 patřil Jakubu Sládkovi, který v té době byl již rok purkmistrem. Roku 1605 ho vlastnil městský úředník Heinrich Voytik a roku 1623 Elisabetha Voytiková. Téhož roku dům poškodil požár, ovšem mezitím již opět změnil držitele, kterým byl Jan Pilat. O čtyři roky později je zde uváděna Zuzana Hlušovská a po ní Tobias Hlušovský. Po jeho smrti zakoupil dům roku 1629 za 2 400 hřiven Thobias Richter (učitel, městský písař, purkmistr a nakonec knížecí rychtář), který v něm zřídil šenk. Dalším známým majitelem je rytmistr Johann Khün roku 1652. Roku 1676 dům vlastnil Michel Leopold, po němž ho roku 1689 koupila za 2 400 hřiven jeho vdova Anna Leopoldová, jež ho roku 1692 prodala Paulu Petersknechtovi. Součástí domu tehdy byl také pivovar se sladovnou. Když Paul Petersknecht zemřel, koupila vše roku 1698 jeho vdova Anna Petersknechtová, která se ještě téhož roku provdala za úsovského důchodního Antona Heyssiga.
O tři roky později dům i s pivovarem a sladovnou koupil za 2 400 hřiven Johann Röhle, za jehož držení se budova roku 1707 dočkala barokní přestavby. Během ní byl palác obohacen zejména o základní členění fasády s nikou, pilastry a atikou. Na přestavbu upomíná pamětní deska s vyrytým německým nápisem „Anno 1707 renovirte ich Johannes Röhle dieses Haus sambt Gibel“. Nápis je doplněn jednoduchou kresbou preclíku.

### Do přestavby roku 1878

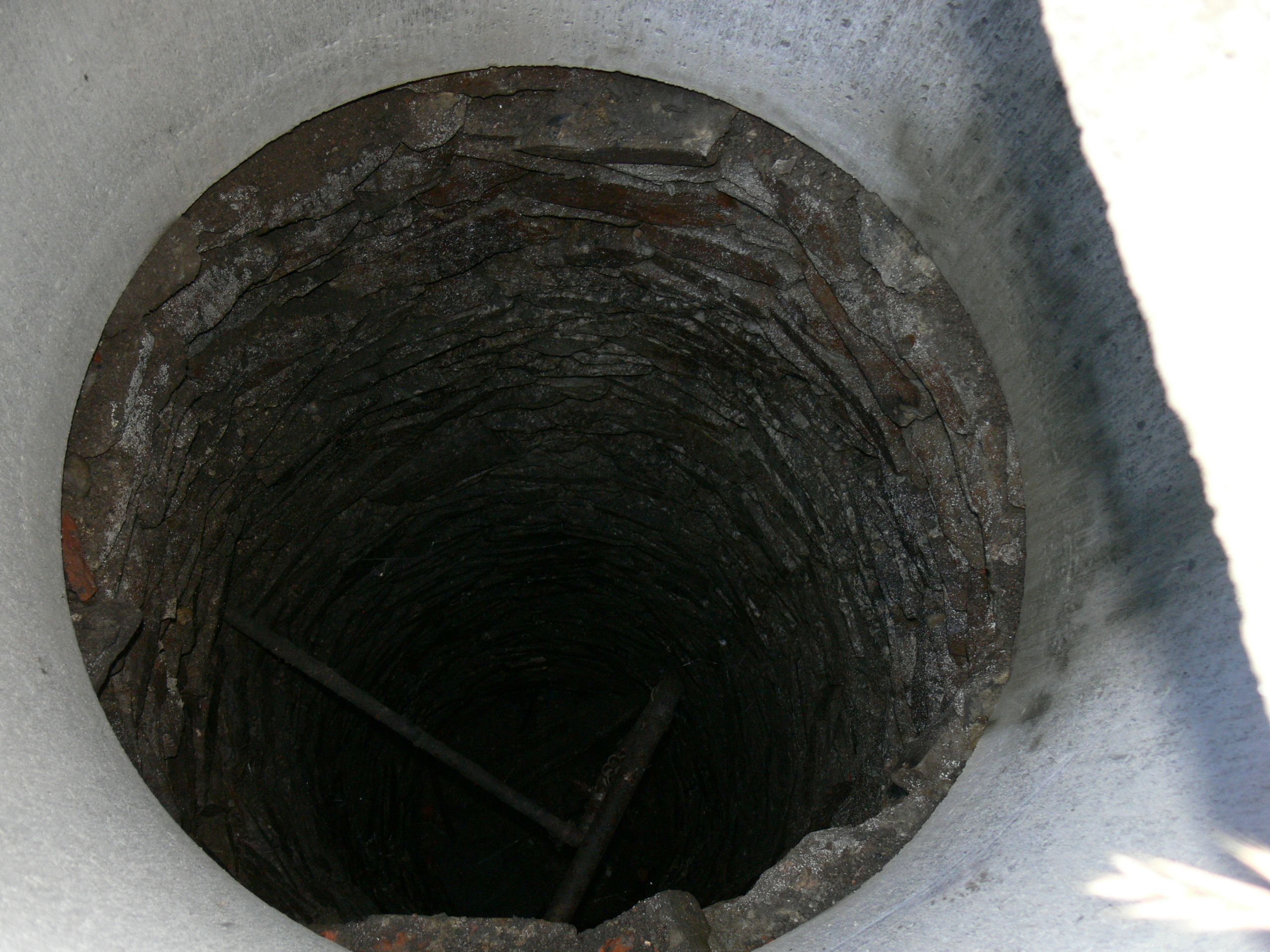
Kamenná studna ve dvoře, kde měla dle pověsti skončit ukradená pokladna pluku pruské armády

Po Röhleho smrti roku 1717 dům převzala Brigitta Rosalie Röhlová, která zemřela roku 1727 (jako Schulová) a palác zdědil její nevlastní syn Joseph Schul. Od něj ho zakoupil opět za 2 400 hřiven jeho švagr Thomas Barth, který zemřel roku 1747 a dům tak zdědila jeho dcera Theresie Barthová.
Theresie Barthová držela palác následujících dvacet let a roku 1767 ho prodala za 3 050 zlatých městskému úředníkovi Donathu Ullrichovi, jehož rodina ho vlastnila téměř půl století. Když Donath Ullrich roku 1773 zemřel, zdědila dům nejprve jeho manželka Eleonora, která ho v roce 1778 předala svému synovi, purkrabímu Martinovi Ulrichovi, který ho zase 1. října 1778 přepsal na svého mladšího bratra Frantze Ullricha. Frantzův majetek se však roku 1791 ocitl v konkursu a následně dům ve veřejné dražbě koupila za 3 751 zlatých jeho manželka Franzisca Ullrichová. Někdy v této době, za napoleonských válek, bylo v domě zřízeno kasino. Franzisca Ullrichová dům vlastnila až do roku 1815, kdy ho prodala za 18 950 zlatých vídeňské měny Franzi Schneiderovi.
Roku 1826 Franz Schneider palác prodal za 6 800 zlatých vdově Eleonoře Trawniczekové (někdy též uváděné jako Trávníčková). Ta v domě otevřela první litovelskou kavárnu, která zde pod různými provozovateli nakonec vytrvala až do roku 1949. Ačkoliv Eleonora Trawniczeková byla podle všeho velmi zámožná, hospodářství údajně obstarávala vlastními silami za pomoci dvou oslů. Podle Eugena Stoklase je s ní a jejím bohatstvím spojena i pověst z doby, kdy přes Litovel táhlo vítězné pruské vojsko po bitvě u Hradce Králové. Když se část štábu ubytovala i s plukovní pokladnou v jejím paláci, opila dva vojáky na stráži a pokladnu schovala ve studni. Oba nedbalí strážní byli za svůj přestupek hned druhého dne popraveni, ovšem vdova Trawniczeková krátce nato zemřela také. Když se pak v noci u její rakve modlila jedna žena, spatřila, jak o půlnoci její mrtvola v černých hedvábných šatech vstala a odešla na dvůr ke studni, z níž vyčerpala všechnu vodu a odhalila pokladnici na dně. Tím odhalila svůj zločin, aby její duše mohla dojít smíření a její tělo věčného odpočinku, a opět ulehla do rakve.

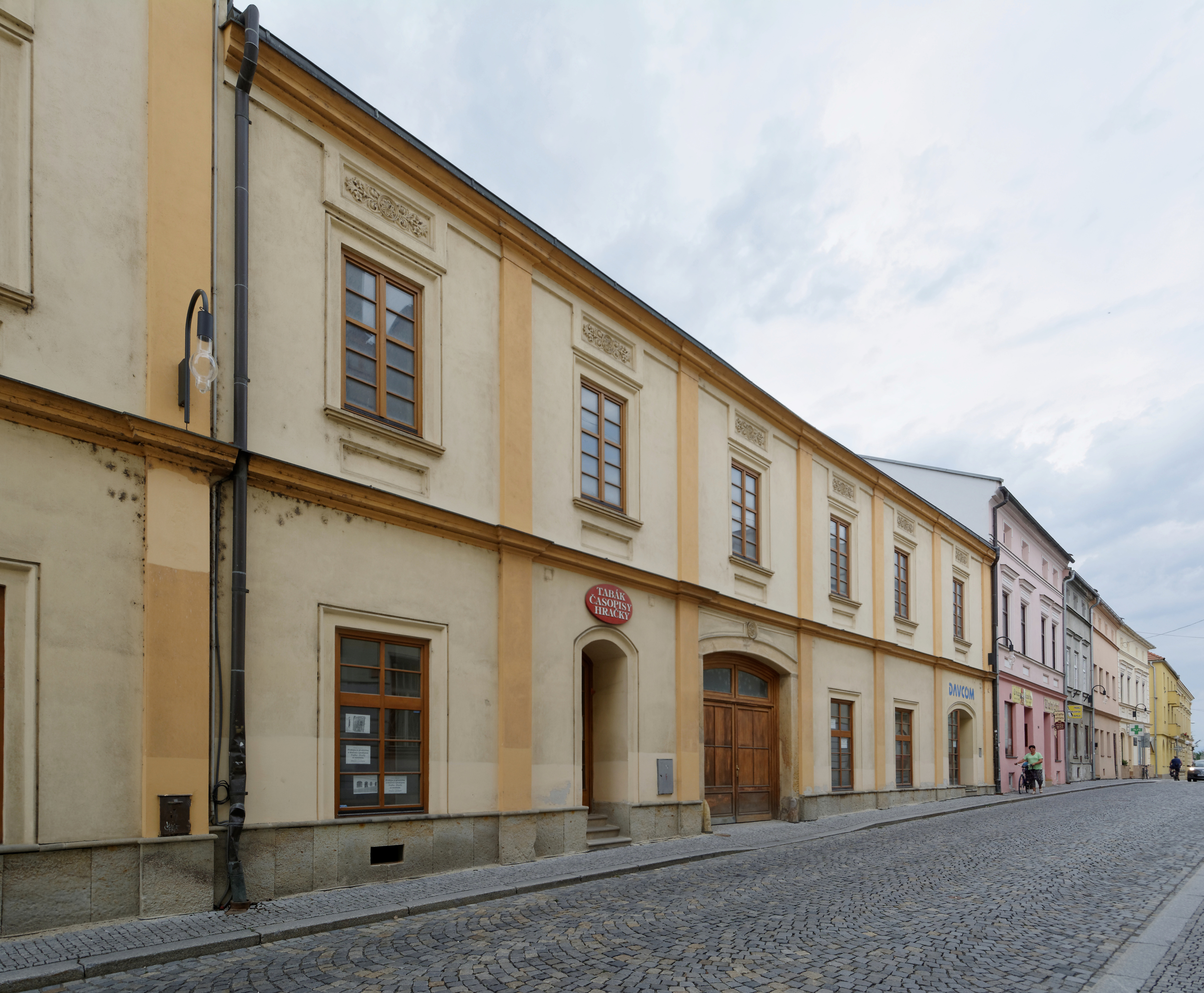
Východní křídlo v Masarykově ulici

Ačkoliv výše uvedená pověst spojuje Eleonoru Trawniczekovou s rokem 1866, ve skutečnosti zemřela již roku 1849 a dům po ní zdědila její dcera Anna Schraková, jejíž manžel Karl Schrak si zde otevřel také lékárnu. Po nich palác zdědili společně Karolina Lipowská, Anna Schmidtová, Karl Schrak, Marie Girsigová a Emílie Schraková. Budova byla oceněna na 5 929 zlatých 80 krejcarů rakouské měny a dědicům připsána 31. března 1864. Lékárnu roku 1869 koupil Gustav Scholda a přestěhoval ji do jiné budovy na rohu náměstí a dnešní ulice 1. máje, kde zůstala až dosud. Všechny dědické podíly pak i s pozemky a příslušenstvím roku 1878 vykoupil výrobce lihovin Michael Skopal s manželkou Rosou za 17 000 zlatých r. m. Vzápětí však ještě téhož roku byl dům poškozen požárem a musel být opraven. Současně bylo upraveno také průčelí (půdní polopatro, okna a balkónový parapet) a přistavěno křídlo v Masarykově ulici s pavlačí ve dvoře. I na tuto klasicistní přestavbu upomíná pamětní deska, tentokrát s jednoduchým nápisem M. S. 1878.

### Od přelomu století do konce druhé světové války

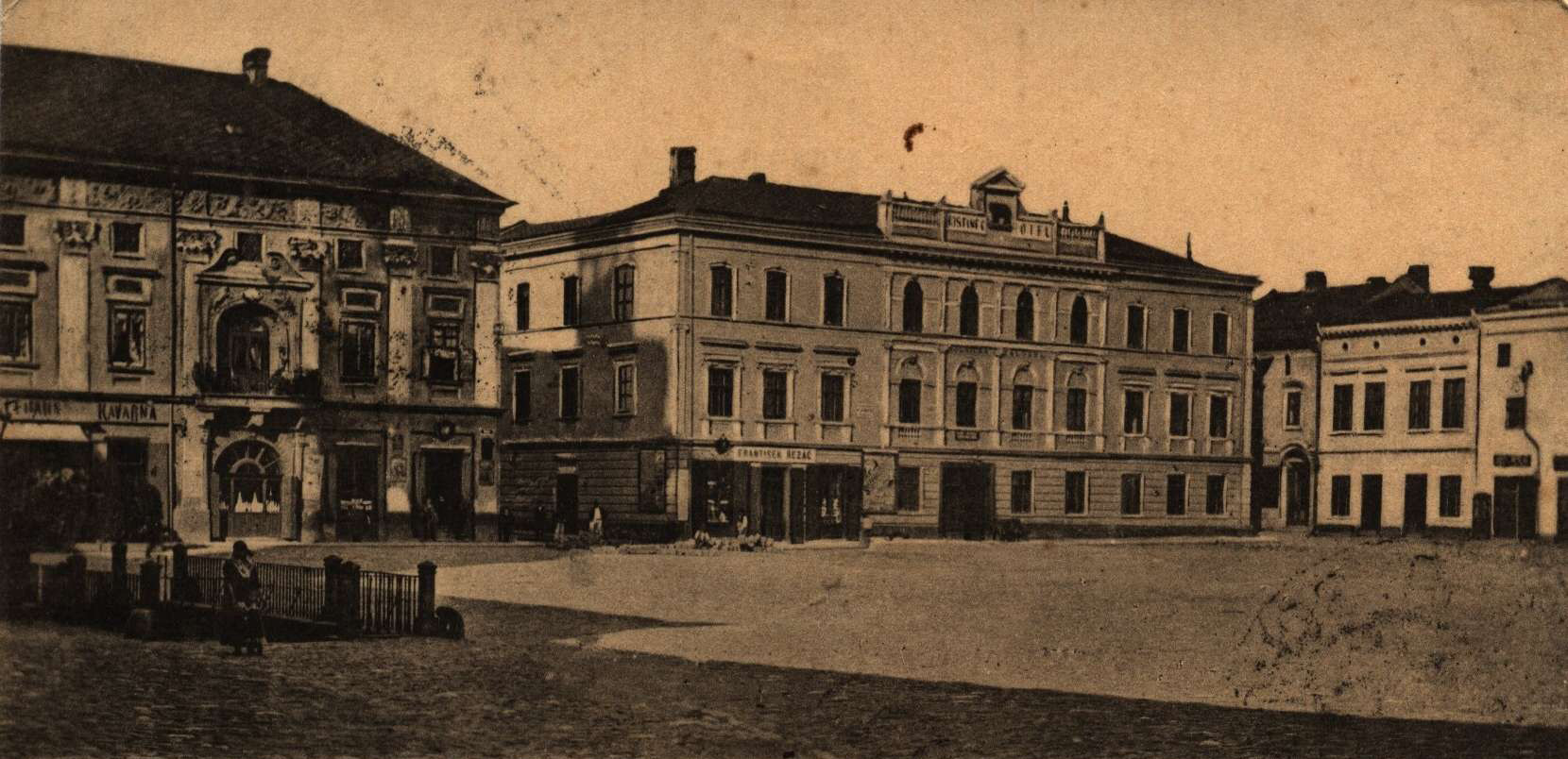
Náměstí Přemysla Otakara roku 1899. Vlevo Langův dům s kavárnou.

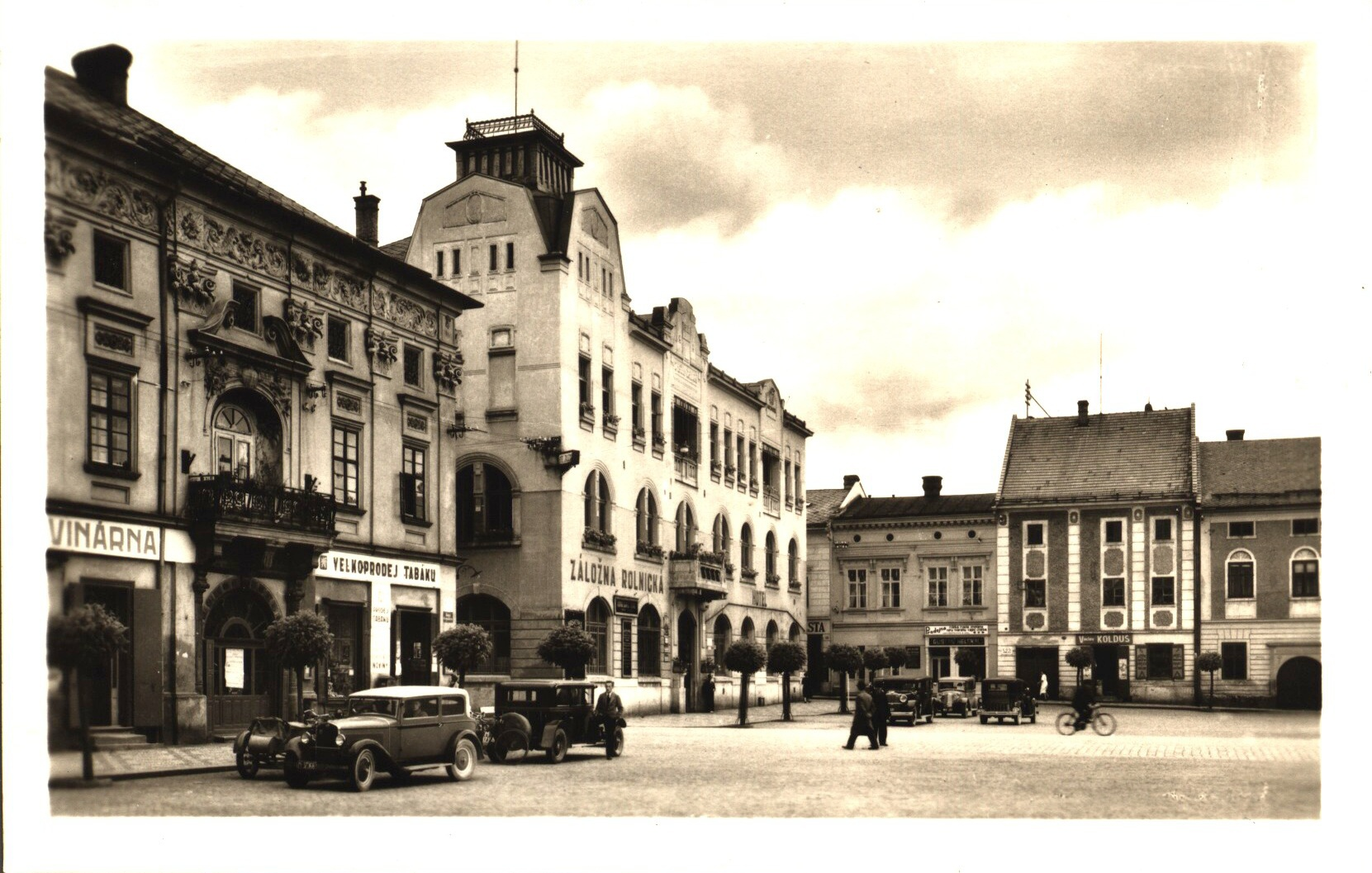
Náměstí Přemysla Otakara roku 1936. Vlevo Langův dům s vinárnou a trafikou.

Michael Skopal prodal dům roku 1898 Jakubu Knajblovi a Martinu Mikuláši ze Střelic. Dalšími majiteli byli Alois Knaibl a V. Socha. V letech 1895 až 1919 provozoval v domě Ernst Vogel, podnikatel židovského vyznání, kavárnu, vinárnu a restauraci. Podnik poté převzal od jeho manželky Voglové Antonín Kalabis. Tento kavárník a restauratér pracoval v mládí v Litovli jako pozlacovač, později se však odstěhoval do Moskvy, kde vlastnil velkou restauraci. K návratu do Litovle ho přiměl komunistický převrat v Rusku. V Litovli se mu pak přezdívalo Báťuška a podle této přezdívky se i jeho kavárně v Langově domě říkalo U Báťušky. Když zemřel 3. května 1936, ujala se podniku jeho manželka Božena Kalabisová.
Kromě kavárny byly v domě i další výdělečné podniky, zejména v křídle v Masarykově ulici se nacházely různé obchodní místnosti. Mezi nimi na severním konci křídla byl koloniál patřící nejprve Janu Geprtovi a později Tomáši Geprtovi. Josef Fest v domě provozoval do roku 1919 trafiku s vchodem z náměstí, kterou po něm převzal Jan Sláma. Ve 20. letech provozovala modistka Hudecová v části přízemí křídla v Masarykově ulici kloboučnictví. V patře budovy byla hudební škola, kde Štěpánka Neuhöfrová (později provdaná Borovcová) vyučovala mladé dívky hře na klavír, a to až do svého odchodu do penze roku 1935.
Zmíněný Jan Sláma se roku 1937 stal majitelem celého domu. Tento český legionář z první světové války byl v prvních letech druhé světové války vězněn pro protiněmecké smýšlení a 24. dubna 1941 zemřel v koncentračním táboře v Osvětimi. Trafiku v té době vedl Němec Schebesta a až po válce byla vrácena Boženě Slámové.

### Od konce druhé světové války do r. 1989
Od r. 1945 do voleb v r. 1948, bylo zachované původní využití Langova domu. Po volbách v r. 1948, nastaly pro Langův dům významné změny. Nejprve zde místní akční výbor Národní fronty roku 1949 zcela zrušil kavárnu, kterou označil za buržoazní přežitek, a zřídil zde internát pivovarnických učňů. Roku 1950 pak prostory bývalé kavárny dostalo do užívání družstvo Fotografia. Ve vchodu z náměstí do trafiky bylo roku 1950 zřízeno komunální holičství a pro trafiku byl probourán nový vchod z Masarykovy ulice. Celý dům byl roku 1959 znárodněn a předán do vlastnictví podniku Oblastní komunální služby. Znárodněný koloniál dostal název Chemodroga.
Podle zpráv Státního ústavu památkové péče a ochrany přírody byl dům ještě roku 1967 hodnocen jako dobře udržovaný, ovšem roku 1975 byl zmiňován špatný stav fasády a kritizovány nevhodné firemní štíty. Rovněž vnitřní prostory potřebovaly novou výmalbu. Dům měl uvedeného roku prosklený vstup a na portálu a konzolách byly olejové nátěry. Původní průjezd na nádvoří byl rozdělen příčkou a pod lunetovou klenbou byla zavěšena lampa osvětlující provozovnu družstva Fotografia.
Roku 1980 byly přečíslovány všechny domy ve městě a Langův dům změnil své číslo popisné ze 171 na 769.

### Po roce 1989

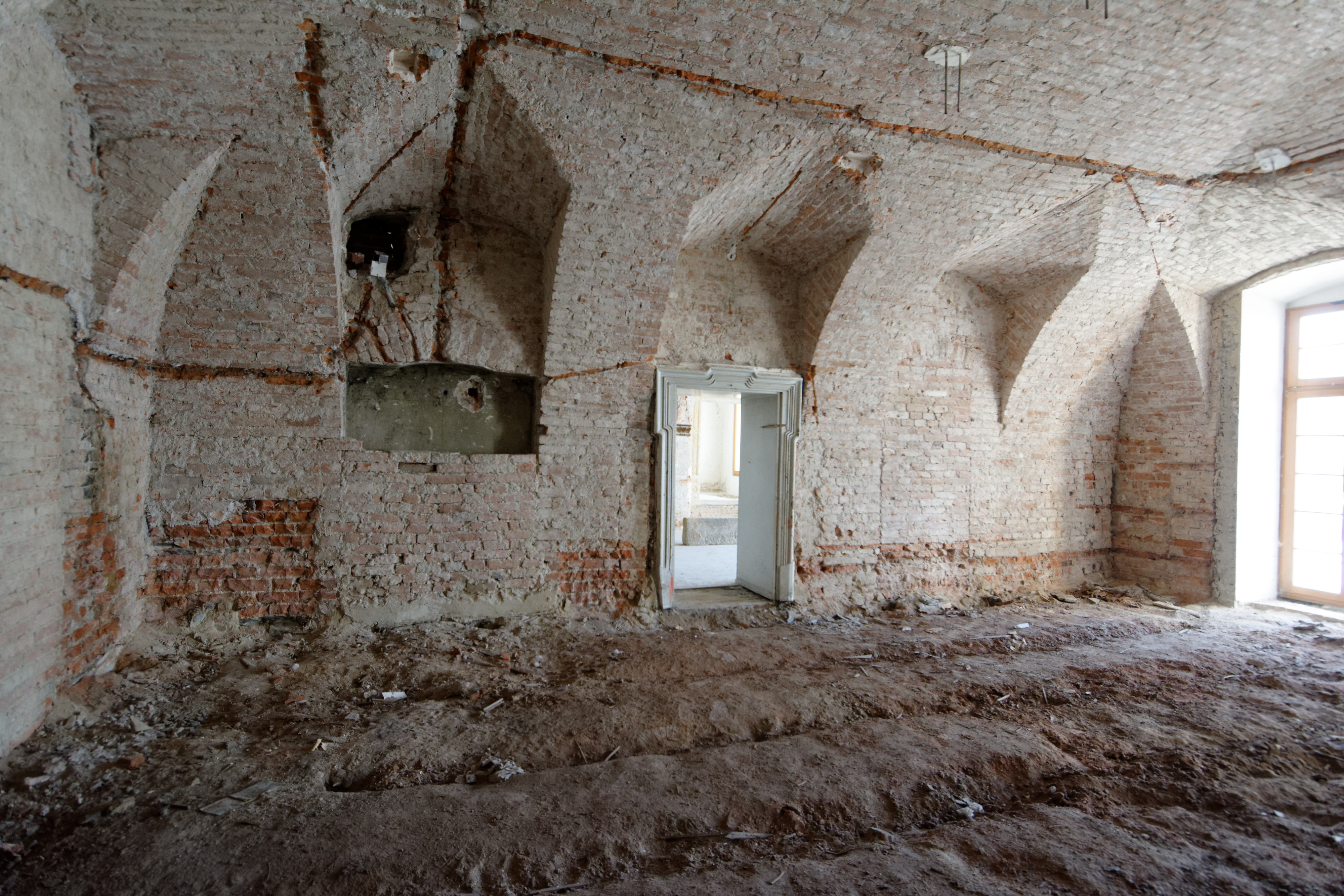
Neopravené prostory v přízemí s lunetovou klenbou (2017). V těchto prostorách se do roku 1949 nacházela známá kavárna, kterou pak vystřídalo družstvo Fotografia.

Po listopadové revoluci roku 1989 čekaly palác další změny. V té době se zde stále ještě nacházela trafika, která však byla privatizována, stejně jako prodejna Chemodroga či novější obchod se sportovními potřebami. Holičství nahradila prodejna novin firmy Profit. Družstvo Fotografia zůstalo na svém místě.
Zatím poslední, ovšem jen částečná rekonstrukce proběhla v roce 1997, kdy palác patřil městu Litovel. Dům byl odvhlčen, byla opravena jeho fasáda, střecha a komíny a zajištěna jeho statika. Nevhodné skleněné dveře byly nahrazeny dřevěnými a výkladní skříně družstva Fotografia byly znovu přeměněny v dělená dřevěná okna. Následovat měly ještě stavební úpravy uvnitř domu, neboť zejména stav prvního poschodí byl ohodnocen jako velmi špatný. Po jejich dokončení měla být znovu obnovena restaurace s kavárnou, v patře se plánovalo vybudování nějakého kulturního zařízení a měly se vrátit i některé prodejny jako drogerie či trafika (prodejna tabáku). Plány narušily povodně v uvedeném roce, a v domě byly provizorně zřízeny dočasné byty pro postižené občany. Roku 2007 koupil od města dům včetně zastavěného pozemku a přilehlého nádvoří o celkové ploše 787 m² za 6 miliónů korun MUDr. Ivo Šmigura, který v něm hodlal provozovat rehabilitační a lázeňské zařízení, přičemž do prodejní smlouvy byla zahrnuta též smluvní pokuta ve výši 1 milión korun pro případ, že by tento záměr nebyl naplněn. Plán se však přesto neuskutečnil a palác byl místo toho roku 2010 nabídnut ke zpětnému odprodeji za 8,5 miliónu korun městu, které však nabídku nepřijalo. Po roce 2005 sídlila nějakou dobu v prostorách bývalé trafiky a prodejny sportovních potřeb v Masarykově ulici prodejna výpočetní techniky Davcom a fitness spolek RogITKA. Jinak však dům zůstal zcela nevyužívaný.